# バル・マジュースキー
バル・マジュースキー（Walter Val Majewski , 1981年6月19日 - ）は、アメリカ合衆国のニュージャージー州ニューブランズウィック出身の左投左打の元野球選手(外野手)。正式な発音はマイェフスキーに近い。

## 経歴

### オリオールズ時代
2002年に、ドラフト3巡目でオリオールズから指名を受け、プロ入り。この年は、当初傘下A-アバディーン・アイアンバーズでプレーしたが、しばらくして傘下Aのデルマーバ・ショアバーズに昇格した。
2003年は、傘下Aフレデリック・キーズでプレーした。
2004年は、開幕を傘下AAボウイ・ベイソックスで迎えた。打率.307、本塁打15本、打点80点という成績をマークした。8月20日にメジャー初昇格を経験し、メジャーリーグの試合にも出場した。しかし、左肩の関節唇を故障し、わずか13打数のみの経験に留まり、打率も.154だった。
2005年は、怪我の影響でプレーしていない。
2006年は、傘下AAAオタワ・リンクスでプレーし、99試合の出場で84安打を放ち、4本塁打、39打点を残している。
2007年は、傘下AAボウイ・ベイソックスと傘下AAAノーフォーク・タイズでプレーした。
2008年3月に解雇された。

### ニューアーク・ベアーズ時代
2008年4月23日に、アトランティックリーグのニューアーク・ベアーズと契約を結んだ。

### アストロズ傘下時代
2008年6月22日に、ヒューストン・アストロズとマイナー契約を結んだ。傘下AAコーパスクリスティ・フックスへ異動となった。7月に、傘下AAAラウンドロック・エクスプレスへ昇格した。オフにFAとなった。

### カムデン・リバーシャークス時代
2009年は、アトランティックリーグのカムデン・リバーシャークスで開幕を迎えた。

### エンゼルス傘下時代
2009年6月11日に、ロサンゼルス・エンゼルス・オブ・アナハイムとマイナー契約を結んだ。傘下AAアーカンソー・トラベラーズでプレーした。

### ヨーク・レボリューション時代
2010年は、アトランティックリーグのヨーク・レボリューションで開幕を迎えた。

### アスレチックス傘下時代
2010年5月27日に、オークランド・アスレチックスとマイナー契約を結んだ。傘下AAミッドランド・ロックハウンズでプレーした。オフにFAとなった。

### ヨーク・レボリューション復帰
2011年は、ヨーク・レボリューションに復帰し、開幕を迎えた。

### レンジャース傘下時代
2011年7月25日に、テキサス・レンジャースとマイナー契約を結んだ。傘下AAAのラウンドロック・エクスプレスへ異動となった。シーズン途中で契約解除を球団に申請し承諾され退団した。

### 3度目のヨーク・レボリューション復帰
その後、ヨーク・レボリューションに復帰し、チームのプレーオフに貢献した。

## 年度別打撃成績
| 年度 | 所属 | 試合 | 打数 | 得点 | 安打 | 二塁打 | 三塁打 | 本塁打 | 打点 | 盗塁 | 盗塁死 | 四球 | 三振 | 打率 | 出塁率 | 長打率 | 塁打 | 犠打 | 犠飛 | 敬遠 | 死球 | 併殺打 | OPS   |
| ---- | ---- | ---- | ---- | ---- | ---- | ------ | ------ | ------ | ---- | ---- | ------ | ---- | ---- | ---- | ------ | ------ | ---- | ---- | ---- | ---- | ---- | ------ | ----- |
| 2004 | BAL  | 9    | 13   | 3    | 2    | 1      | 0      | 0      | 1    | 0    | 0      | 0    | 1    | .154 | .154   | .231   | 3    | 0    | 0    | 0    | 0    | 0      | 0.385 |
| 通算 | 1年  | 9    | 13   | 3    | 2    | 1      | 0      | 0      | 1    | 0    | 0      | 0    | 1    | .154 | .154   | .231   | 3    | 0    | 0    | 0    | 0    | 0      | 0.385 |

- 数字は2004年までのもの。太字はリーグ1位。